# Złoty Lew (festiwal)
Międzynarodowy Festiwal Teatralny "Złoty Lew" – najważniejsze wydarzenie teatralne we Lwowie i jedno z ważniejszych na Ukrainie. Hasło przewodnie brzmi "Klasyka oczami eksperymentu". Trwa 10 dni, rozpoczyna się i kończy pochodem ulicznym tzw. karnawałem festiwalu. 
Inicjatorem zorganizowania w 1989 pierwszego festiwalu był Jarosław Fedoryszyn, wówczas we Lwowie odbył się ogólnoukraiński przegląd niezależnych teatrów studyjnych. W tamtym okresie powstało na Ukrainie wiele takich organizacji, co było związane ze zmianami w radzieckiej kulturze teatralnej. Obecną nazwę festiwal otrzymał w 1992, wtedy przestał być przeglądem dorobku amatorskich grup aktorskich, po raz pierwszy nabrał cech prawdziwego festiwalu. Cztery lata później stał się cykliczną imprezą pokazującą sztukę eksperymentalną, wtedy też przyjęto obowiązujące hasło przewodnie. 
Festiwal jest imprezą publiczną, odbywa się na scenie Teatru Woskresienia w ramach Europejskiego Forum Teatralnego (IETM) i Stowarzyszenia Międzynarodowych Festiwali (IFEA). 
Szacuje się, że dotychczas w festiwalu wzięło udział ponad 2500 uczestników z Ukrainy, Belgii, Białorusi, Bułgarii, Estonii, Francji, Gruzji, Holandii, Kirgistanu, Litwy, Łotwy, Mołdawii, Niemiec, Polski, Rosji, Rumunii, Serbii, Słowacji, Stanów Zjednoczonych, Turkmenistanu, Węgier, Wielkiej Brytanii i innych państw. 
Wśród honorowych gości festiwalu jest m.in. polski aktor Daniel Olbrychski. 